# Питер Грин
Питер Грин (енгл. Peter Greene/рођен као (енгл. Peter Green); 8. октобра 1965, Монтклер, Њу Џерзи), амерички је филмски и ТВ глумац и продуцент. Једна од његових најпознатијих улога била је у филму Петпарачке приче, у којем је тумачио Зеда, садистичког чувара, силоватеља и серијског убицу који у филму служи као антагониста.
Углавном је познат по споредним улогама и по портретисању зликоваца. Глумио је у филмовима као што су Маска (1994), Дежурни кривци (1995), Под опсадом 2: Мрачна територија (1995), Пандур лоповских навика (1999), Дан обуке (2001), између осталих.